# Torredonjimeno (kommunhuvudort)
Torredonjimeno är en kommunhuvudort i Spanien.   Den ligger i provinsen Provincia de Jaén och regionen Andalusien, i den södra delen av landet, 290 km söder om huvudstaden Madrid. Torredonjimeno ligger 596 meter över havet och antalet invånare är 14 181.
Terrängen runt Torredonjimeno är platt åt nordväst, men åt sydost är den kuperad.Runt Torredonjimeno är det ganska tätbefolkat, med 155 invånare per kvadratkilometer. Närmaste större samhälle är Jaén, 14,7 km öster om Torredonjimeno. Trakten runt Torredonjimeno består till största delen av jordbruksmark.